# Paul Miller (cestista)
Paul Andrew Miller (Jefferson City, 17 novembre 1982) è un ex cestista statunitense.